# Interporto di Parma
L'interporto di Parma, conosciuto anche come CePIM, dal nome della società per azioni che lo ha realizzato, è un'infrastruttura dedicata alla logistica e al trasporto, con una vocazione specifica al trasporto intermodale e alla promozione della modalità ferroviaria. Si tratta di un complesso sistema di strutture, impianti e infrastrutture di raccordo che coprono una superficie complessiva di oltre 2,5 milioni di metri quadrati e consentono la ricezione, la custodia, la manipolazione e lo smistamento delle merci.

## Dettagli
L'interporto di Parma sorge a Bianconese di Fontevivo, all'incrocio tra l'autostrada A1 e il raccordo autostradale dell'A15 Parma-La Spezia, lungo l'asse ferroviario Milano-Bologna, in corrispondenza del corridoio ferroviario-autostradale Tirreno-Brennero. Inoltre, l'infrastruttura si trova nelle immediate vicinanze dell'aeroporto di Parma.
All'interno del perimetro interportuale di Parma operano aziende specializzate nel settore della logistica, dei trasporti e della distribuzione. Tra i servizi disponibili vi sono un terminal container e un'area intermodale, fasci binari per il carico-scarico di container e casse mobili, uffici della Dogana e di operatori ferroviari, magazzini ed aree scoperte di stoccaggio, parcheggi dedicati ed aree di manovra. Sono inoltre presenti servizi quali: uffici direzionali, sportello bancario, hotel, bar e ristorante, hot spot Wi-Fi.

## Corridoio Tirreno-Brennero (Ti.Bre)
Il Corridoio plurimodale Tirreno-Brennero è un progetto per la realizzazione di un'opera autostradale (e/o ferroviaria), che si propone di collegare l'autostrada Parma-La Spezia (in località Fontevivo) con l'A22 del Brennero (in località Nogarole Rocca).
La realizzazione dell'opera fu deliberata dal CIPE nel 2004, con delibere favorevoli delle tre regioni interessate, e alcune prescrizioni di ordine tecnico e ambientale: Lombardia, Veneto ed Emilia-Romagna. Al 2006, quattro dei 5 interventi deliberati del Corridoio Adriatico non avevano superato lo stato progettuale. 
Nel 2011, l'Anas approvò il tracciato definitivo del tratto Fontevivo-Trecasali e Terre Verdiane, rispetto agli 85 km totali di percorso previsti.

A marzo 2017, era stato finanziato il primo dei due lotti autostradali, mentre dal 2013 erano ancora aperti cantieri lungo i 12 km che separano Fontevivo da San Quirico di Trecasali. A febbraio del 2019, il ministro Rixi ha dichiarato che il corridoio Tirreno-Brennero è un'opera da portare avanti.
La società Tirreno-Brennero S.r.l. fu fondata alla Camera di Commercio di La Spezia nel 2005 con un capitale di 386.000 euro allo scopo di fare sinergia, riducendo i costi. Da Gennaio del 2018 risulta in liquidazione. 
L'Impresa Pizzarotti SpA risulta fra le aggiudicatrici di varie opere del Corridoio Plurimodale Padano.